# Кирия, Геннадий Петрович
Геннадий Петрович Кирия (1907 год, Гагра, Сухумский округ, Кутаисская губерния, Российская империя — неизвестно, посёлок Цитрусовый, Гагрский район, Абхазская АССР, Грузинская ССР) — директор совхоза имени Берия Министерства сельского хозяйства СССР, Гагрский район, Абхазская АССР, Грузинская ССР. Герой Социалистического Труда (1950).

## Биография
Родился в 1907 году в крестьянской семье в Гагре.
Окончил местную школу. В последующем окончил агрономический факультет Сухумского педагогического института. Трудился на различных хозяйственных и административных должностях в сельском хозяйстве Абхазской АССР.
Участвовал в Великой Отечественной войне. После демобилизации возвратился в Абхазию и трудился главным агрономом совхоза имени Ильича Гульрипшского района.
С конца 1940-х годов — директор совхоза имени Берия Гагрского района (с 1953 года — Гагрский цитрусовый совхоз) с усадьбой в селе Алахадзы (позднее — посёлок Цитрусовый). В совхозе, кроме цитрусовых, занимались культивированием винограда, инжира, фейхоа, бамбука, благородного лавра, овощеводством, пчеловодством. Организовал в совхозе производство животноводческих продуктов. За короткий срок в годы Четвёртой пятилетки (1946—1950) вывел производство цитрусовых плодов на довоенный уровень. В 1949 году совхоз сдал государству более двух тысяч тонн мандаринов с площади 165 гектаров, собрав в среднем по 882 мандарина с каждого дерева с 10377 полновозрастных деревьев. Общий доход совхоза составил около 600 тысяч рублей и прибыль — 250 тысяч рублей. Указом Президиума Верховного Совета СССР от 31 июля 1950 года удостоен звания Героя Социалистического Труда за «получение высоких урожаев сортового зелёного чайного листа и цитрусовых плодов в 1949 году» с вручением ордена Ленина и золотой медали «Серп и Молот» (№ 5280).
Этим же указом званием Героя Социалистического Труда были награждены главный агроном Теофил Барнабович Мгеладзе, бригадир Аполлон Евгеньевич Гулуа и рабочая Агафья Харитоновна Шабунина.
Руководил совхозом до конца 1970-х годов. После выхода на пенсию проживал в посёлке Цитрусовый Гагрского района. Дата смерти не установлена (после 1985 года).
Награды
- Герой Социалистического Труда
- Орден Ленина
- Орден Октябрьской Революции (12.12.1973)
- Орден Отечественной войны 2 степени (11.03.1985)
- Орден Трудового Красного Знамени — дважды (02.04.1966; 27.12.1976)